# (16130) Giovine
(16130) Giovine (1999 XU97) – planetoida z pasa głównego asteroid okrążająca Słońce w ciągu 3,62 lat w średniej odległości 2,36 j.a. Odkryta 7 grudnia 1999 roku.